# Prix des Vins Nouveaux
Le Prix des Vins Nouveaux est une course cycliste française disputée le deuxième lundi d'octobre à Vesdun, dans le département du Cher. Créée en 1955, elle fait partie d'une série d'épreuves organisées par l'AS Culan.
Cette compétition est inscrite au calendrier national de la Fédération française de cyclisme depuis 2016. Elle figure également au programme du Challenge du Boischaut-Marche.

## Palmarès
| Année     | Vainqueur                | Deuxième                 | Troisième            |  |
| --------- | ------------------------ | ------------------------ | -------------------- |  |
| 1955      | Jean Graczyk             | Roland Mercier           | Jean-Louis Vervialle |  |
| 1956      | Marcel Rohrbach          | André Prost              | Louis Aubrun         |  |
| 1957      | Georges Avignon          | Doucet                   | Jean Pué             |  |
| 1958      | Jacky Ribour             | Gauthier                 | Bonnefoy             |  |
| 1959-1965 | pas de course            | pas de course            | pas de course        |  |
| 1966      | Jean-Pierre Danguillaume | Jean-Maurice Raffault    | Henri Cieleska       |  |
| 1967      | Claude Perrotin          | Jean-Claude Genty        | Bernard Hulot        |  |
| 1968      | François Coquery         | Jacky Hélion             | Gilles Genet         |  |
| 1969      | Jean-Claude Meunier      | François Coquery         | Jean-Jacques Dallot  |  |
| 1970      | Fernand Maurice          | Roland Demeyer           | Jacky Hélion         |  |
| 1971      | Daniel Leveau            | Jean-Jacques Moirier     | Rémy Bouguennec      |  |
| 1972-1973 | ?                        | ?                        | ?                    |  |
| 1974      | Michel Grain             | Jean Chassang            | Jean-Claude Daunat   |  |
| 1975      | Patrick Guay             | André Vilpellet          | Daniel Coquet        |  |
| 1976      | ?                        | ?                        | ?                    |  |
| 1977      | Gilbert Giraudon         | Jean-Luc Vernisse        | Marc Vidal           |  |
| 1978      | Jean-Paul Loris          | Daniel Lafaix            | Raymond Blanchot     |  |
| 1979      | Vincent Brucci           | André Vilpellet          | Michel Larpe         |  |
| 1980      | Guy Gallopin             | Yves Daniel              | Yves Beau            |  |
| 1981      | Ryszard Szurkowski       | Dominique Landreau       | Thierry Barrault     |  |
| 1982      | Jean-Luc Vernisse        | Daniel Leveau            | Thierry Barrault     |  |
| 1983      | Daniel Leveau            | Mariano Martinez         | Yves Beau            |  |
| 1984      | Alain Ruiz               |                          |                      |  |
| 1985      | Mariano Martinez         |                          |                      |  |
| 1986      | Mariano Martinez         |                          |                      |  |
| 1987      | Éric Fouix               | Jean-Paul Garde          | Thierry Barrault     |  |
| 1988      | Jean-Pierre Godard       | Yves Beau                | Jean-Pierre Duracka  |  |
| 1989      | Mieczysław Karłowicz     | Malmberg                 | Laurent Brochard     |  |
| 1990      | Christian Andersen       | Éric Fouix               | Nicolas Dubois       |  |
| 1991      | Ludovic Auger            | Jean-Philippe Duracka    | Vincent Comby        |  |
| 1992      | Ludovic Auger            | Philippe Mondory         | Stéphane Beaufrère   |  |
| 1993      | Gilles Bernard           | Jean-Pierre Duracka      | Alain Ruiz           |  |
| 1994      | Éric Larue               | Gil Besseyre             | Jean-Charles Fabien  |  |
| 1995      | Lionel Guest             | Guillaume Auger          | Philippe Escoubet    |  |
| 1996      | Mickaël Boulet           | Jérôme Gourgousse        | Franck Faugeroux     |  |
| 1997      | Frédéric Delalande       | Emmanuel Guillaume       | Serge Ferreira       |  |
| 1998      | Frédéric Finot           | Vincent Marchais         | François Guimard     |  |
| 1999      | Marc Thévenin            | Marek Leśniewski         | Eddy Lemoine         |  |
| 2000      | Guillaume Judas          | Karl Zoetemelk           | Plamen Stoyanov      |  |
| 2001      | Adrian Cagala            | Marek Leśniewski         | Benoît Luminet       |  |
| 2002      | Christophe Thébault      | Frédéric Delalande       | Sébastien Duret      |  |
| 2003      | Sébastien Duret          | Benoît Luminet           | Alexandre Grux       |  |
| 2004      | Benoît Luminet           | Olivier Grammaire        | Yann Pivois          |  |
| 2005      | Loïc Herbreteau          | Olivier Grammaire        | Romain Appert        |  |
| 2006      | Vincent Graczyk          | Benoît Luminet           | Samuel Bonnet        |  |
| 2007      | Sébastien Fournet-Fayard | Yvan Sartis              | Nikolas Cotret       |  |
| 2008      | Lilian Pommier           | Sébastien Boire          | Nicolas Maire        |  |
| 2009      | Grzegorz Kwiatkowski     | Christophe Goutille      | Sébastien Boire      |  |
| 2010      | Yannick Martinez         | Benoît Luminet           | Stéphane Bénetière   |  |
| 2011      | Mathieu Teychenne        | Axel Domont              | Romain Bardet        |  |
| 2012      | Jimmy Raibaud            | Jules Pijourlet          | Frédéric Finot       |  |
| 2013,     | Nico Denz                | Cédric Delaplace         | Frédéric Guerrin     |  |
| 2014      | Mickaël Larpe            | Alexis Dulin             | Jérôme Mainard       |  |
| 2015,     | Ronan Racault            | Mickaël Larpe            | Justin Mottier       |  |
| 2016,     | Samuel Plouhinec         | Baptiste Constantin      | Thomas Girard        |  |
| 2017,     | Baptiste Constantin      | Sébastien Fournet-Fayard | Clément Carisey      |  |
| 2018      | Florent Pereira          | Geoffrey Bouchard        | Maxime Roger         |  |
| 2019      | Pierre Bonnet            | Florent Pereira          | Baptiste Constantin  |  |
| 2020,     | Alexandre Delettre       | Clément Carisey          | Fabio Do Rego        |  |
| 2021      | Loïc Forestier           | Ronan Racault            | Léo Boileau          |  |
| 2022      | Thomas Bonnet            | Louis Pijourlet          | Thomas Chassagne     |  |
| 2023      | Titouan Margueritat      | Yannick Martinez         | Kévin Le Cunff       |  |
| 2024      | Clément Petit            | Yannick Martinez         | Louis Hardouin       |  |